# Polpak Świecie
Maillots
Le Polpak Świecie, est un club polonais de basket-ball issu de la ville de Świecie. Le club appartient à la Dominet Bank Ekstraliga soit le plus haut niveau du championnat polonais.

## Palmarès
- Champion de 1. ligi (2e division) : 2005

## Entraîneurs successifs
- Depuis ? : Aleksander Krutikow

## Joueurs célèbres ou marquants
- Jermaine Bucknor  Canada
- Jared Newson